# Conotrachelus quadrinotatus
Conotrachelus quadrinotatus – gatunek chrząszcza z rodziny ryjkowcowatych.

## Zasięg występowania
Ameryka Południowa i Północna, występuje w Argentynie, Boliwii, Brazylii, Gujanie Francuskiej, Kolumbii, Peru, Wenezueli oraz w Ameryce Środkowej.

## Budowa ciała
Przednia krawędź pokryw znacznie szersza od przedplecza. Na ich powierzchni wyraźne, podłużne żeberkowanie oraz grube, podłużne punktowanie. Przedplecze w tylnej części prostokątne w zarysie, w przedniej części nieznacznie zwężone i zaokrąglone. Jego powierzchnia jest gęsto punktowana.
Ubarwienie jednolicie brązowoczerwone. Całe ciało pokryte krótką, grubą pomarańczową szczecinką, szczególnie gęstą przy przedniej krawędzi pokryw i tworzącą dwie pomarańczowe, nie schodzące się przy szwie plamy.